# ディス・イズ・アメリカ
「ディス・イズ・アメリカ」(This Is America) は、アメリカ合衆国のラッパーのチャイルディッシュ・ガンビーノの楽曲。ガンビーノとルドウィグ・ゴランソンのプロデュースにより2018年5月5日にリリースされ、同日ガンビーノは『サタデー・ナイト・ライブ』のホストも務めた。バックグラウンド・ヴォーカルにアメリカのラッパーのヤング・サグ、スリム・ジミー、ブロックボーイJB、21サヴェージ、クエイヴォを迎えている。楽曲の内容はアメリカでの銃暴力の問題、アメリカでの銃乱射事件の頻発、さらにはアフリカ系アメリカ人に対する人種差別を扱っている。
本作のミュージックビデオは、ガンビーノの作品を過去にも手掛けたことのある日系アメリカ人のヒロ・ムライが監督した。2018年の MTV Video Music Awards では最優秀ビデオ賞を含む7部門でノミネートされた。またRCAレコードによれば、この楽曲は今後のガンビーノのスタジオ・アルバムからの最初のシングルではないとされる。本作はアメリカの Billboard Hot 100 のチャート史上で初登場1位を記録した31番目の楽曲となり、ガンビーノにとって初の、1位及びアメリカ国内トップ10にランクインしたシングルとなった。オーストラリア、カナダ、ニュージーランドでも1位を記録した。また、この楽曲は第61回グラミー賞において最優秀レコード賞、最優秀楽曲賞、最優秀ラップ/サング・パフォーマンス賞、最優秀ミュージック・ビデオ賞の4部門にノミネートされ、その全部門で受賞した。これによりガンビーノは最優秀レコード賞と最優秀楽曲賞を受賞した初のヒップホップ・アーティストとなった。

## 楽曲
本作には様々なアメリカのラッパーによるバックグラウンド・ヴォーカルやゴスペル調のコーラスが施されており、ヤング・サグ、スリム・ジミー、ブロックボーイJB、21サヴェージ、クエイヴォらがそれぞれアドリブで参加している。ヤング・サグの声はアウトロでも取り入れられている。詞はおもにアメリカでの黒人の立場やアメリカでの銃暴力を扱っており、警察の蛮行にも言及している。ピッチフォークのスティーブン・カースは、本作を「陽気なメロディーと脅迫的なトラップとの鋭い対比のもと、黒人の危険な立場が表現されている」と述べた。
一部のメディアでは、多くのリスナーによりジェイス・ハーレイの楽曲「American Pharaoh」との類似性から盗作疑惑が指摘されていることが報じられた。CBSニュースは「トラックに似通ったサウンドがあり、詞のテーマも同様のものだ」と述べた。ハーレイ本人は「自分の楽曲に影響を受けているとは感じたが、問題とは思っていない」と述べた。グローヴァー（ガンビーノ）のマネージャーのファム・ロススタインは、盗作を否定した。

## ミュージックビデオ

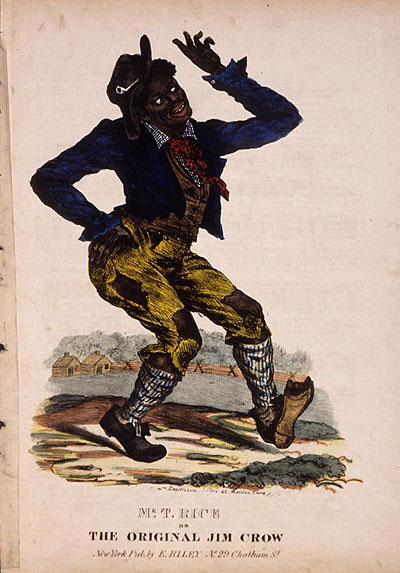
ビデオでは、ガンビーノはジム・クロウの戯画に似た姿勢を取っている。

ヒロ・ムライの監督による本作のミュージックビデオは、YouTubeで公開され、同時にガンビーノも『サタデー・ナイト・ライブ』で楽曲を披露した。ビデオは倉庫で踊るガンビーノをフォローしながら、一連の混沌とした場面を交えていく内容となっている。ムライによれば、ビデオは映画『マザー!』と『シティ・オブ・ゴッド』にインスパイアされたという。シェリー・シルヴァーの振付のもと、ガンビーノとその周りの若いダンサーたちは、南アフリカ共和国のダンス「グワラ・グワラ」や、ブロックボーイJBにより広まった「シュート」などのヴァイラルダンスを踊る。ガンビーノのダンスとは対照的に、暴力の瞬間も描かれる。ビデオの開始53秒で、ガンビーノはジム・クロウの戯画に似たコミカルな姿勢を取りながら、男の頭を後ろから拳銃で撃つ。またその後、彼が自動火器で教会合唱団を銃撃する場面が描かれており、これは2015年のチャールストン教会銃撃事件を引用したものと視聴者らに解釈されている。どちらの場面も赤い布を持った子供が画面の外から現れ、ガンビーノは使った武器を静かにそこに置くのに対し、死体は単に引きずられて去っており、これは人々に対する銃の権利を守ろうとするアメリカ人の熱心さを表したものと解釈されている。最初の発砲を境に、音楽はアフリカの民俗風のメロディからダークで拍動のあるトラップに切り替わる。
ビデオ全体を通して数十年前の車が多く登場し、その多くはハザードランプが点滅し運転席のドアが開いている。これについて批評家は、警察による車両停止中の致命的な射撃、特に1997年製のオールズモビルに乗っていた男性が射殺された2016年のフィランド・カスティール射殺事件を表現していると解釈した。一方で、古いモデルの車はアフリカ系アメリカ人のソーシャルモビリティの上昇性の欠如を表現しているのではという声も見られた。ビデオの終盤ではアメリカの歌手のSZAがカメオ出演し、車の上に座っている。またビデオは、暗くなった倉庫でガンビーノが数人の白人に追われながら恐ろしそうにカメラに向かって走るシーンで終わる。視聴者らはこのシーンが黒人差別を扱った映画『ゲット・アウト』を彷彿とさせると指摘した。
ビデオは24時間で1,290万回の再生回数を記録し、2018年7月現在3億5,000万回を再生した。またビデオ内でガンビーノの歌に合わせてギターを弾いていた最初に撃たれる人物はミュージシャンのカルヴィン2世だが、当初は2012年に射殺された高校生トレイヴォン・マーティンの父親だと多くの視聴者に誤解されていた。

### 批評家の反応
アトランティック誌のスペンサー・コーンヘイバーはTwitterでの最初の反応で「称賛に値するほとばしる川のようだ」と表現し、「最近の記憶で最も話題にしたミュージックビデオだ」とも述べた。ローリング・ストーン誌のダニエル・クレップスは「このビデオはアメリカの銃暴力についてのシュールかつ本能的な声明だ」とコメントした。ピッチフォークは「ベスト・ニュー・トラック」賞を与えた。ビルボードの批評家は本作を「21世紀の最も偉大なミュージックビデオ」の10位にランクインさせた。
タイム誌のマヒータ・ガージャナンは、ペンシルベニア大学の音楽史教授のガスリー・ラムジーの言葉を引用しながら「彼はお金を得ようとすることとアメリカにおいて黒人であるということが両立しないことについて、異なる2つのサウンドの世界を使って訴えている。このプレゼンテーションの卓越した部分は、南アフリカの合唱を取り入れた幸せな長音階の歌声から始まり、最初の銃声の後、トラップサウンドに移行していく流れだ」と評した。

## メディア出演とカヴァー
グローヴァー（ガンビーノ）はリリース日でもある2018年5月5日に『サタデー・ナイト・ライブ』（シーズン43）でホストを務め、その回でチャイルディッシュ・ガンビーノとして2曲の新曲を披露した際の2曲目が本作だった。また、ミュージックビデオで引用されていると考察が報じられた映画『ゲット・アウト』の主演で知られるダニエル・カルーヤが楽曲披露の紹介を行った。
いくつかのアーティストは、原曲の楽器やミュージックビデオの基本的な構造を維持しながら詞やテーマを変えたカヴァーを制作し、注目や多くの再生回数を得た。5月12日、カナダのインターネット・パーソナリティのニコール・アーバーは「This Is America: Women's Edit」を発表した。アーバーは女性のエンパワーメント促進のためのカヴァーを意図していたが、原曲のビデオで扱われた人種問題を軽視しているとして非難された。5月25日、ナイジェリアのラッパーの Falz は「This Is Nigeria」を発表し、ナイジェリアが抱える政治的腐敗や組織犯罪などの問題を強調した。6月4日、日本の若手ダンスチーム・Alaventaがパロディ動画「This Is Japan」を各メンバーのTwitterで発表したが、本家の意図やメッセージと大きく異なる内容だったことから物議を醸し、炎上する騒動となった。なお、動画は公開から1日で彼らのアカウントから削除された。
また、ミュージックビデオは人気のインターネット・ミームを生み出し、特に映像はそのままに楽曲だけを他の作品に置き換えてガンビーノのダンスと同期させたものが流行した。カーリー・レイ・ジェプセンの「コール・ミー・メイビー」やアース・ウィンド・アンド・ファイアーの「セプテンバー」を使用したヴァージョンが最も多く視聴された。

## チャート成績
「ディス・イズ・アメリカ」はアメリカの Billboard Hot 100 で、当時1位のドレイクの「Nice for What」を抜いて初登場1位となった。初登場で1位を獲得した楽曲はチャート史において31曲目となる。また、最初の1週間で78,000件のダウンロードとアメリカでの6,530万回のストリーミングを記録し、ミュージックビデオは楽曲の統計ストリーミングの68%を占めた。ガンビーノは2017年8月に「Redbone」で12位を記録しているが、「ディス・イズ・アメリカ」はガンビーノにとって初のトップ10入りにもなった。
またガンビーノは、2016年の「Can't Stop the Feeling!」でのジャスティン・ティンバーレイクの記録に続き、史上2人目のエミー賞受賞俳優による Hot 100 の1位となった。1位の記録は2週続き、5週後にはトップ10圏外となった。

## クレジットメンバー
クレジットは Tidal より。
- ドナルド・グローヴァー – リード・ヴォーカル（チャイルディッシュ・ガンビーノとして）、プロデュース、作曲
- ルドウィグ・ゴランソン – プロデュース、作曲、レコーディング・エンジニア
- デレック・"ミックスバイアリ"・アリ – ミキシング・エンジニア
- マイク・ボッツィ（英語版） – マスタリング・エンジニア
- クエイヴォ – バックグラウンド・ヴォーカル
- ヤング・サグ – バックグラウンド・ヴォーカル
- 21サヴェージ – バックグラウンド・ヴォーカル
- スリム・ジミー – バックグラウンド・ヴォーカル
- ブロックボーイJB（英語版） – バックグラウンド・ヴォーカル
- アレックス・トゥーメイ（英語版） – レコーディング・エンジニア
- ライリー・マッキン – レコーディング・エンジニア
- ケシャ・"K・リー"・リー – レコーディング・エンジニア

## チャート
| チャート (2018)                          | 最高 順位 |
| ---------------------------------------- | --------- |
| オーストラリア (ARIA)                    | 1         |
| オーストリア (Ö3 Austria Top 40)         | 20        |
| ベルギー (Ultratop 50 Flanders)          | 30        |
| ベルギー (Ultratip Wallonia)             | 7         |
| カナダ (Canadian Hot 100)                | 1         |
| チェコ (Singles Digitál Top 100)         | 8         |
| Denmark (Tracklisten)                    | 13        |
| フランス (SNEP)                          | 19        |
| ドイツ (GfK Entertainment charts)        | 39        |
| ハンガリー (Single Top 40)               | 9         |
| ハンガリー (Stream Top 40)               | 3         |
| Ireland (IRMA)                           | 2         |
| Japan (Japan Hot 100)                    | 45        |
| Italy (FIMI)                             | 49        |
| オランダ (Dutch Top 40)                  | 21        |
| オランダ (Single Top 100)                | 19        |
| New Zealand (Recorded Music NZ)          | 1         |
| Norway (VG-lista)                        | 10        |
| ポルトガル (AFP)                         | 2         |
| スコットランド (Official Charts Company) | 11        |
| スロバキア (Singles Digitál Top 100)     | 3         |
| Spain (PROMUSICAE)                       | 46        |
| Sweden (Sverigetopplistan)               | 9         |
| スイス (Schweizer Hitparade)             | 16        |
| UK シングルス (OCC)                      | 6         |
| US Billboard Hot 100                     | 1         |
| US Hot R&B/Hip-Hop Songs (Billboard)     | 1         |
| US Rhythmic (Billboard)                  | 9         |

## 認定
| 国/地域                                                                                  | 認定     | 認定/売上数 |
| ---------------------------------------------------------------------------------------- | -------- | ----------- |
| オーストラリア (ARIA)                                                                    | Platinum | 70,000      |
| ニュージーランド (RMNZ)                                                                  | Gold     | 15,000      |
| アメリカ合衆国 (RIAA)                                                                    | Platinum | 1,000,000   |
| * 認定のみに基づく売上数 · ^ 認定のみに基づく出荷枚数 · 認定のみに基づく売上数と再生回数 |          |             |

## リリース日一覧
| 地域           | 日付          | フォーマット                         | レーベル | 出典         |
| -------------- | ------------- | ------------------------------------ | -------- | ------------ |
| 各国           | 2018年5月5日  | デジタル・ダウンロード               | mcDJ RCA | [ 9 ] [ 10 ] |
| アメリカ合衆国 | 2018年5月15日 | リズミック・コンテンポラリー・ラジオ | mcDJ RCA | [ 78 ]       |